# Archetyp eskalace
Eskalace je příkladem jednoho z archetypů systémové dynamiky. Systémový archetyp si lze představit jako vazebnou strukturu, která ve zjednodušené formě zachycuje chování komplexního systému. Zachycení a definice specifických vztahů v systému pomáhá k pochopení projevů systému jako celku. Podobně jako další systémové archetypy i eskalace vychází z reálných opakujících se situací a událostí v lidském životě. Archetyp eskalace je modelem popisující chování v systému, jehož postupný vývoj směřuje ke kolapsu.

## Archetyp eskalace ve zkratce

### Chování
Dva subjekty podnikají individuální akce, jejichž účelem je permanentní zlepšování postavení daných subjektů relativně vůči sobě. Pokud jeden subjekt vůči druhému zlepší svou pozici, pak druhý subjekt toto považuje za počátek ohrožení své současné pozice a tuto relativní změnu vůči prvnímu se pokusí snížit. To platí i naopak – posilující akce druhého subjektu vyvolá posilující reakci prvního subjektu. Tímto vzniká eskalační spirála. Bez podniknutí příslušných kroků systém po určité době končí kolapsem jednoho či obou subjektů.

### Model v čase
Kauzální smyčka akcí a reakcí stran v systému směřuje do extrémního stavu, ve kterém je situace jednoho či obou subjektů natolik nestabilní, že dochází ke zhroucení systému vlivem vyčerpání (zániku) zapojených subjektů či jejich zdrojů.

### Doporučené zásahy
Přerušení kauzální závislosti tím, že se strany samy (či za pomoci třetí strany) pokusí najít řešení vedoucí ke společné "výhře". Jde o řešení, které obě strany zbaví obav. Je důležité, aby bylo působeno na příčinu eskalace, tzn. na motivaci, která vede k vyvolávání reakce na akci protichůdné strany. Společnou domluvou musí strany dojít ke konsenzu, který příčinu odstraní a eskalaci zastaví. Pokud strany nejsou schopny spolupracovat namísto soutěžení a najít akceptovatelné řešení, kauzální smyčka se po čase i přesto přeruší, ale následky mohou být pro dané strany fatální.

## Teoretický popis

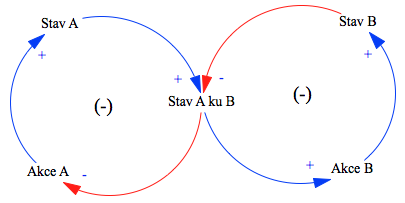
Diagram kauzálních smyček archetypu eskalace (dvě rovnovážné smyčky)

Struktura archetypu eskalace je složena ze dvou rovnovážných smyček, které vzájemně interagují takovým způsobem, že vytvářejí jednu posilující smyčku. Vzorem chování posilující (též "pozitivní") smyčky je posílení každé změny ještě větší změnou, což způsobuje exponenciální růst hodnoty proměnné v modelu. Smyčky v modelu eskalace na sebe působí tak, že se jedna relativně vůči druhé snaží srovnat svůj stav. Každé srovnání stavu v jedné smyčce započne další srovnání stavu v druhé smyčce. To se v čase opakuje neustále dokola se vzrůstající tendencí. Bez zásahu je konečným výsledkem "soutěže" mezi oběma smyčkami kolaps systému.
Obecný kauzální řetězec: "čím více X - tím více Y - čím více Y - tím více X" (platí i obráceně: čím méně - tím méně).

### Základní opatření[1]
- identifikace relativního vztahu (poměru), který staví jednu stranu proti druhé a prozkoumání možných cest, kterými může být tato skutečnost ovlivněna
- stanovení významných zpoždění v systému, které mohou narušovat vnímání reálné hrozby
- určení společného dlouhodobého cíle, který přesahuje krátkodobé individuální cíle inkriminovaných stranJedna velká posilující smyčka (výsledek spojení dvou rovnovážných smyček) u archetypu eskalace

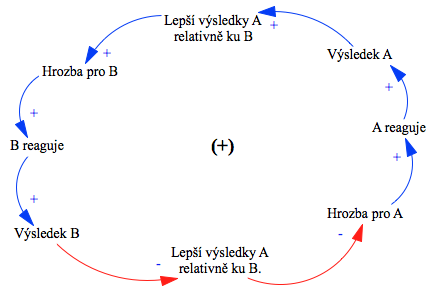
Jedna velká posilující smyčka (výsledek spojení dvou rovnovážných smyček) u archetypu eskalace

### Sedm akčních kroků proti eskalaci[1]
- nalezení proměnné způsobující konkurenční chování – je tato samostatná proměnná základním odlišujícím faktorem mezi rivaly?
- jmenování klíčových hráčů, kteří významným způsobem ovlivňují dynamiku daného systému
- zmapování hrozeb – co je považováno za ohrožující faktor? Směřují prováděné akce skutečně k prohlubování hrozby, nebo jde o "status quo", jenž není již relevantní?
- přehodnocení konkurenčních opatření – nemůže být proměnná, jež je základem destruktivní eskalace, obrácena ku prospěchu obou stran? (např. kooperace místo kompetence)
- odhalení zpoždění v systému zkreslující vnímání skutečné hrozby
- nalezení přesahu – nový / vyšší cíl spojující obě strany
- vytvoření opatření proti dalším eskalačním pastem stanovením pravidel vzájemného chování

## Příklady archetypu eskalace

### Zbrojení - Studená válka
Během studené války probíhaly závody ve zbrojení mezi Východem a Západem. Spojenci byli přesvědčeni, že závody má na svědomí Sovětský svaz, a tak se jeho snahy rozhodli kompenzovat dalším zbrojením. Sověti si mysleli totéž, proto zbrojili ještě více, aby své síly vyrovnali. Žádná ze stran neznala sílu své protistrany zcela přesně. Relativní ne/výhoda se jen přelévala tam a zpět. Zbrojení nakonec eskalovalo v ekonomický a politický kolaps Sovětského svazu na přelomu 80. a 90. let 20. století.
Kauzální závislost: čím více zbrojení USA - tím více zbrojení SU - čím více zbrojení SU - tím více zbrojení USA.
Tento případ ukazuje dva subjekty, které věří, že jejich bezpečnost je závislá na relativní výhodě v arzenálu zbraní, kterou jeden ze subjektů získává nad svým protějškem. Vždy když jedna strana dosáhne náskoku, druhá cítí ohrožení. Situace se následně vyhrocuje, protože znevýhodněná strana jedná ještě útočněji, aby dosáhla zpět svého dřívějšího stavu.

### Drogová závislost
Pokud u narkomana vyprchají účinky drogy, dostavují se abstinenční příznaky. Aby se těchto příznaků zbavil a cítil se lépe, drogy opět požije. Ovšem tím pouze prohloubí svou závislost a je nucen zvyšovat dávky. Pokud včas nepřestane, postupně vyčerpá své finanční zdroje a může se uchýlit k další trestné činnosti. Stává se čím dál nebezpečnější nejenom pro sebe, ale i pro své okolí. Toto eskalující sebedestruktivní chování končí v lepším případě v protidrogové léčebně, v horším případě smrtí vlivem předávkování.
Kauzální závislost: Čím hůře - tím více drog - čím více drog - tím hůře. Jediným východiskem z eskalační spirály je přestat brát drogy, což je zvláště za této situace velice obtížné, neboť ve vztahu nejsou dva subjekty, ale pouze jeden, který bude z největší pravděpodobností potřebovat pomoc vnější strany.

### Výrobce kytar
Ondřej a Jiří žijí ve stejném městě a oba se živí ruční výrobou kytar. Obyvatelům města se kytary líbí. Kytary jsou na stejné kvalitativní úrovni a tak při koupi rozhoduje cena. Ondřej se rozhodne snížit cenu, aby zvýšil počet objednávek, čímž relativně sníží počet objednávek Jirkovi. To si Jiří nenechá líbit a taktéž snižuje cenu svých kytar, aby svou pozici opět vylepšil. Začíná cenová válka, která obě strany značně vyčerpává. Situace dopadá i na přítelkyně obou rivalů, které jsou rozzlobené, a proto kontaktují velkoprodejce ručně vyráběných kytar, který představuje třetí stranu, jež bude jednotlivé kytary odkupovat za cenu přijatelnou pro Jiřího i Ondřeje. Tím je problém vyřešen.
Kauzální závislost: čím více zlevní Ondřej - tím více zlevní Jiří - čím více zlevní Jiří - tím více zlevní Ondřej. Východisko z této situace poskytla třetí strana, která zastavila cenovou eskalaci, jež tlačila cenu neúnosně nízko.

### Niagarský efekt (syndrom) v obchodním prostředí

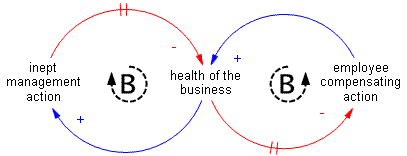
Diagram kauzálních smyček niagarského syndromu

Nevhodné smýšlení a rozhodování managementu po určitém čase negativně ovlivní chod firmy a její úspěšnost. Zaměstnanci firmy pracují na tom, aby se firmě dařilo a vykazovala dobré výsledky. Jakmile po čase špatná rozhodnutí na firmu dopadnou, zaměstnanci firmy provádějí kompenzační akce, jejichž cílem je zhoršený stav vyrovnat vyšším úsilím a lepšími výsledky. Vlivem zpoždění v čase a díky kompenzačním akcím zaměstnanců management nepozná, že jeho rozhodnutí jsou kontraproduktivní, ale naopak je utvrzen ve správnosti zvoleného směru a ve špatném řízení pokračuje. Tato rozhodnutí opět po čase dopadají na chod firmy a způsobují problémy, které zaměstnanci kompenzují svou činností. Vývoj v čase postupuje stejným směrem a stupňuje se. Ke kompenzaci špatných rozhodnutí je potřeba čím dál větší úsilí ze strany zaměstnanců. Vzájemné snahy managementu a zaměstnanců nakonec vyústí v šokující rapidní propad firmy a odchodem zaměstnanců. Tento vývoj nikdo nečekal a signály ukazující, že je něco v nepořádku, přišly již příliš pozdě.
Podobně jako při plavbě na řece končící vodopádem - až do poslední chvíle vše vypadá v pořádku, ale pak je loď stržena silným proudem a věci naberou rychlý spád. Již nelze reagovat a je těžké uniknout. Loď nakonec končí na dně vodopádu.
Možná strategie: Zdá-li se, že vše jde v pořádku, je vhodné si pravdivost tohoto stavu ověřit i jinak, než jsme tak činili doposud. Tzn. z nového pohledu (dle jiných metrik).

### Problém s klimatizací
V domě jsou dvě klimatizační jednotky. Jedna v patře a druhá v přízemí. Klimatizace v patře byla omylem nastavena tak, aby patro ohřívala, zatímco klimatizace v přízemí ochlazovala. Centrální čidlo reaguje na změnu teploty a vysílá jednotkám pokyny ke zvýšení či snížení výkonu dle aktuální situace. Na každý pokus první klimatizace o snížení teploty druhá klimatizace reagovala snahou teplotu zvýšit. V obou případech se postupně zvyšuje výkon jednotek, které nejsou schopny dosáhnout teplotního cíle vzhledem k vzájemnému protipůsobení. Situaci lze efektivně vyřešit pouze přerušením kauzálního řetězce, tj. vypnutím některé z jednotek nebo nastavením stejného teplotního cíle. Pokud by k zásahu nedošlo, situace by mohla dospět až ke zničení či poškození některé z jednotek.

### Sousedská prestiž a závist
Jsou dva ješitní sousedé (pan Jelínek a pan Borovička), kteří si vzájemně závidí vylepšení na domě či zahradě a nově nakoupené věci. Když si pan Jelínek koupil nové auto, pan Borovička to nevydržel, své staré prodal a koupil si nové a ještě lepší (dražší) auto, aby se co do prestiže vyrovnal panu Jelínkovi (či ideálně jej překonal). Pan Jelínek to samozřejmě nemůže nechat bez povšimnutí, a tak se rozhodne auto vylepšit v nejbližší tunigové dílně. Na tento pokrok opět reaguje pan Borovička, který provede totéž a navíc zakoupí GPS autonavigaci, aby pana Jelínka předstihl ve vybavení. Po určitém čase tato "soutěž" o lepší auto ustane, protože sousedé v zápalu své závisti a ješitnosti vyčerpají své finanční prostředky. Po několika iterativních vylepšeních auta na jedné či druhé straně systém eskaluje v naprosto předimenzovaná vozidla obou sousedů a značný finanční stres způsobený utrácením za věci, které ve skutečnosti nepotřebují. Východiskem z této situace je změna myšlení. Jeden ze sousedů musí dostat rozum a nesmyslnou soutěž ukončit.
Kauzální závislost: čím více své auto vylepší pan Jedlička - tím více své auto vylepší pan Borovička - čím více své auto vylepší pan Borovička - tím více své auto vylepší pan Jedlička

### Cena volání u mobilních operátorů
Na trhu jsou tři mobilní operátoři a jeden z nich se rozhodne snížit cenu za volání. Na to reagují další operátoři, kteří k tomuto kroku taktéž přistoupí, aby zastavili odliv zákazníků. Druhý ze tří operátorů chce nejen zastavit odliv svých zákazníků vlivem nižší ceny za volaní u konkurence, ale také chce získat ztracené zákazníky zpět a přesvědčit nové zákazníky k přechodu. Tento operátor proto přistoupí ještě k razantnějšímu snížení ceny za volání než předchozí dva operátoři. Na to ostatní operátoři reagují a tak se kaskáda přelévání zákazníku a zlevňování u operátorů ve výsledku vyvine v natolik nízkou cenu za volání, že není schopna pokrýt náklady s voláním spojené. To všem operátorům způsobuje ztrátu. Tento stav trvá do té doby, dokud nevyeskaluje v krach konkurence, přičemž zbude jediný operátor, který dostatečně dlouho dokázal krýt ztrátu z rezerv. V tomto hypotetickém případě by řešením, byť v některých zemích nelegálním, mohla být kartelová dohoda na cenách, či dlouhodobé úvazky klientů s vysokou pokutou za předčasnou výpověď smlouvy.
Kauzální vztah: čím více zlevní jeden operátor - tím více zlevní druhý operátor - čím více zlevní druhý operátor - tím více zlevní první operátor

## Stock and flow diagram archetypu eskalace

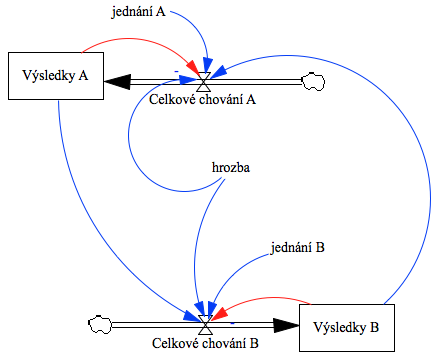
Stock and flow diagram archetypu eskalace (vytvořeno v programu VensimPLE)

Výchozí nastavení modelu pro simulaci
Funkce pro celkové chování subjektu A:
```
IF THEN ELSE(Výsledky B>Výsledky A, hrozba*(Výsledky B-Výsledky A) , 0) + jednání A
```

Funkce pro celkové chování subjektu B:
```
IF THEN ELSE(Výsledky A>Výsledky B, hrozba*(Výsledky A-Výsledky B) , 0) + jednání B
```

| Počáteční nastavení: | Výsledky A | Výsledky B | Hrozba | Jednání A | Jednání B |
| -------------------- | ---------- | ---------- | ------ | --------- | --------- |
| Simulace 1           | 0.3        | 0.4        | 0      | 0.1       | 0.2       |
| Simulace 2           | 0.3        | 0.4        | 2      | 0.1       | 0.2       |
| Simulace 3           | 0.3        | 0.4        | 2.4    | 0.1       | 0.2       |

Nastavení časového posunu (time step) = 1

### Výsledek simulací
| Simulace 1 | Simulace 2 | Simulace 3 |
| --- | --- | --- |
| | | |
| Subjekt B začíná před subjektem A a vytváří více periodické aktivity a bez pocitu hrozby dále navyšuje svůj náskok. | S hrozbou nastavenou na hodnotu 2 subjekt A subjekt B pokaždé dočasně dožene. To nastává díky tomu, že úroveň aktivity je závislá na pocitu hrozby. | S úrovní hrozby nastavenou na 2.4 výsledky oscilují. Pokud bychom pokračovali ve zvyšování hrozby, struktura se stává chaotičtější. To je způsobeno také tím, že zpoždění v čase simuluje časový úsek, který každému zabere odhalení změny výsledku toho druhého. |